# Guiga Lyes Ben Laroussi
Guiga Lyes Ben Laroussi (14 de junio de 1969, Le Bardo, Túnez) es un fugitivo internacional buscado por el gobierno de Singapur por tráfico de drogas. 

## Biografía
Guiga era el encargado de la comercialización de las drogas en el restaurante Bobby Rubino's en Singapur. Los oficiales centrales de la oficina de narcóticos tuvieron a Guiga bajo vigilancia durante dos meses, y le atraparon varias veces negociando con sospechosos de tráfico de drogas en pubs y demás lugares en la zona de ocio de la ciudad, tales como el famoso Mohamed Sultan. 
En la primera redada del sindicato de Singapur en octubre de 2004, se arrestaron a 23 sospechosos en distintos locales de lujo. Según las investigaciones policiales, Guiga fue el principal sospechoso y se cree que fue el gran cerebro en la comercialización de cocaína. Lo cargaron con 16 cargas en lo referente a poseer 25.2 gramos de cocaína. Cargaron a su novia Mariana Abdullah con ofensa relacionada con drogas también. Guiga hizo frente a 24 años de cárcel y 20 movimientos del bastón bajo arreglo del negocio de la súplica que él consideraba. Él no pudo aparecer en corte el 23 de febrero de 2005, cuando él debía dar su súplica sobre las cargas. El juez F.G. Remedios publicó una autorización para su detención y, dicho su honorario de la fianza de S$280,000 (US$170,000), Guiga había sido perdido. Desde que su pasaporte fue confiscado como condición de la fianza, es confuso cómo él manejó su huida del país. Guiga fue enumerado posteriormente por Interpol como fugitivo.

## Citas
1. ↑  (en inglés) «Wanted: GUIGA, Lyes Ben Laroussi». Interpol. 15 de enero de 2007. Archivado desde el original el 19 de febrero de 2007. Consultado el 6 de febrero de 2007.

- Datos: Q3119497